# Milena Bertolini
Milena Bertolini (født 24. juni 1966) er en tidligere kvindelig italiensk fodboldspiller og nuværende landstræner for Italiens kvindefodboldlandshold. 
I august 2017 blev hun ansat som ny landstræner for Italiens kvindefodboldlandshold, hvor hun overtog efter Antonio Cabrini. Som landstræner kvalificerede hun holdet til VM i fodbold for kvinder 2019, efter 20 års fravær. Holdet nåede til kvartfinalen, efter at have slået Kina 2–0 i ottendedelsfinalen.

## Meritter

### Spillerkarriere
Reggiana
- Serie A: 1990–91[4]
- Coppa Italia: 1988–89[4]
- Serie B: 1985–86[4]

Modena
- Serie A: 1996–97, 1997–98[4]
- Supercoppa Italiana: 1997[4]

Individuelt
- Hall of Fame Fodbold Italien, kvindelig fodboldspiller: 2018[5]

### Trænerkarriere
Foroni Verona
- Serie A: 2002–03[6]
- Supercoppa Italiana: 2002[7]

Reggiana
- Coppa Italia: 2009–10[8]

Brescia
- Serie A: 2013–14, 2015–16[6]
- Coppa Italia: 2014–15,[9] 2015–16[10]
- Supercoppa Italiana: 2014,[11] 2015,[12] 2016[13]

Individuelt
- Panchina d'Oro i Serie A Femminile: 2007–08, 2008–09, 2009–10, 2013–14, 2014–15, 2015–16[6]